# Грибная икра
Возьми солёных груздей или волнух, помочи немного, изруби с луком весьма мелко, облей уксусом с маслом каким угодно. С настоящею икрою сего почти распознать будет не можно.
Грибная икра — холодная закуска из измельчённых грибов с жареным репчатым луком и пряностями, бутербродная паста. Выступает также в качестве кулинарного полуфабриката для приготовления начинки для пирогов, фаршированных яиц, салатов и соусов для макаронных изделий. Блюдо белорусской и русской кухни, иногда именуется «салатом из сухих грибов».
Для грибной икры подходят любые виды съедобных грибов. Грибную икру готовят из сушёных или солёных грибов. Сушёные грибы предварительно замачивают и отваривают до готовности, солёные — промывают. В базовом рецепте подготовленные сушёные или солёные грибы мелко рубят или пропускают через мясорубку. Мелко нарезанный репчатый лук пассеруют на растительном масле, затем вместе с луком обжаривают грибы. Грибная икра, приготовленная из смеси как сушёных, так и солёных грибов, называется «по-кубански». Грибную икру в качестве закуски заправляют толчёным чесноком, сервируют в салатниках и украшают рубленой зеленью. В некоторых рецептах помимо лука пассеруют морковь с чесноком, также добавляют яйцо вкрутую и заправляют икру майонезом. Для придания однородной консистенции готовую грибную икру иногда дополнительно обрабатывают в блендере.